# وندرشیم
وندرشیم (به آلمانی: Vendersheim) یک شهر در آلمان است که در راینلاند-فالتس واقع شده‌است.

## خصوصیات
وندرشیم ۴٫۱۷ کیلومترمربع مساحت دارد ۲۱۷ متر بالاتر از سطح دریا واقع شده‌است.

## نگارخانه

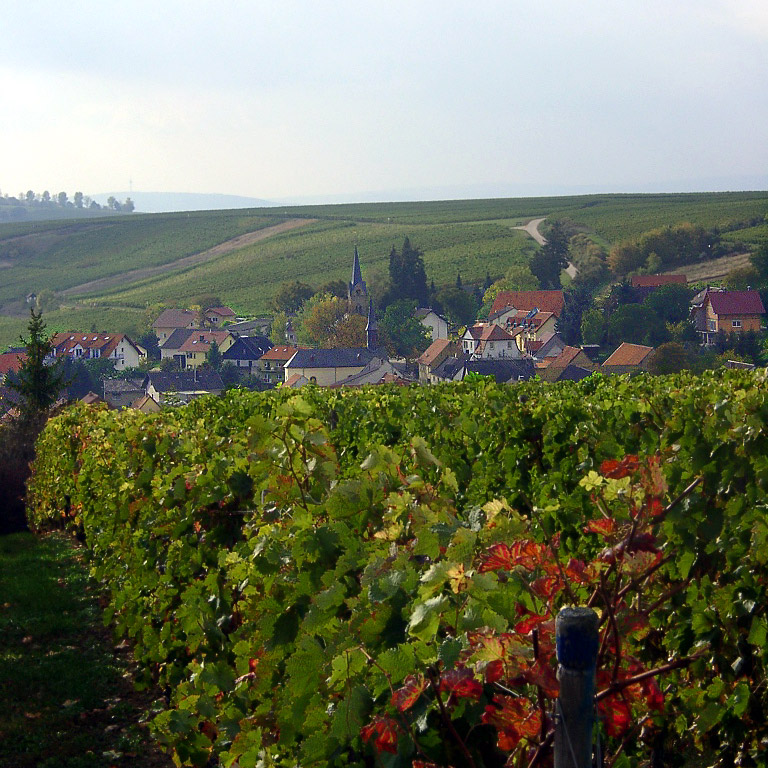
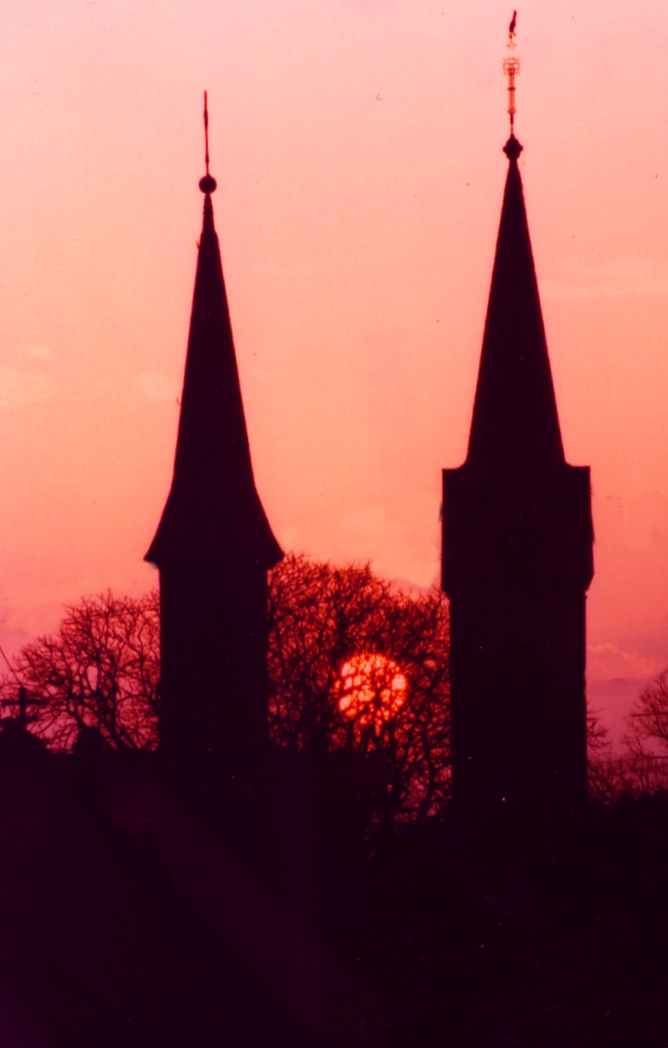